# Lớp tàu khu trục E và F
Lớp tàu khu trục E và F bao gồm 18 tàu khu trục của Hải quân Hoàng gia Anh Quốc. Lớp E được đặt hàng trong Chương trình chế tạo 1931, còn lớp F trong Chương trình chế tạo 1932, chúng được hạ thủy vào năm 1934 và đã phục vụ trong Chiến tranh Thế giới thứ hai. Ba chiếc sau đó đã được chuyển cho Hải quân Hoàng gia Canada; một chiếc cho Hải quân Hoàng gia Hy Lạp và một chiếc khác cho Hải quân Dominica. Chín chiếc đã bị mất, cùng một chiếc khác bị loại bỏ do hư hại quá nặng trong chiến tranh.

## Thiết kế
Lần đầu tiên kể từ khi lớp tàu khu trục A được chế tạo trong Chương trình Hải quân 1927, soái hạm khu trục được chế tạo theo một thiết kế mở rộng, được kéo dài để bổ sung thêm một khẩu pháo QF 4,7 inch (120 mm) giữa các ống khói. Thiết kế kéo dài đưa đến việc bố trí ba phòng nồi hơi để tăng cường độ kín nước. Các soái hạm khu trục không được trang bị tính năng rải mìn hay quét mìn.

## Những chiếc trong lớp
| Tên                           | Đặt lườn            | Hạ thủy              | Hoàn tất             | Số phận |
| Lớp E                         | Lớp E               | Lớp E                | Lớp E                | Lớp E |
| ----------------------------- | ------------------- | -------------------- | -------------------- | --- |
| HMS Echo (H23)                | 20 tháng 3 năm 1933 | 16 tháng 2 năm 1934  | 22 tháng 10 năm 1934 | Chuyển cho Hải quân Hoàng gia Hy Lạp dưới tên Navarinon, 1944; hoàn trả cho Anh, 1956, bán để tháo dỡ                                    |
| HMS Eclipse (H08)             | 22 tháng 3 năm 1933 | 12 tháng 4 năm 1934  | 29 tháng 11 năm 1934 | Chìm do trúng mìn ngoài khơi Kalymnos, Hy Lạp, 24 tháng 10 năm 1943                                                                      |
| HMS Electra (H27)             | 15 tháng 3 năm 1933 | 15 tháng 2 năm 1934  | 13 tháng 9 năm 1934  | Bị tàu tuần dương hạng nhẹ Nhật Jintsu đánh chìm trong Trận chiến biển Java, 27 tháng 2 năm 1942                                         |
| HMS Encounter (H10)           | 15 tháng 3 năm 1933 | 29 tháng 3 năm 1934  | 2 tháng 11 năm 1934  | Đánh đắm sau khi bị các tàu tuần dương hạng nặng Nhật Ashigara và Myōkō đánh hỏng trong Trận chiến biển Java thứ hai, 1 tháng 3 năm 1942 |
| HMS Escapade (H17)            | 30 tháng 3 năm 1933 | 30 tháng 1 năm 1934  | 30 tháng 8 năm 1934  | Bán để tháo dỡ, tháng 8 năm 1947 |
| HMS Escort (H66)              | 30 tháng 3 năm 1933 | 29 tháng 3 năm 1934  | 30 tháng 10 năm 1934 | Bị tàu ngầm Ý Guglielmo Marconi đánh hỏng, 8 tháng 7 năm 1940; chìm trong khi được kéo đi, 11 tháng 7 năm 1940                           |
| HMS Esk (H15)                 | 24 tháng 3 năm 1933 | 19 tháng 3 năm 1934  | 28 tháng 9 năm 1934  | Chìm do trúng mìn gần Texel, Hà Lan, 31 tháng 8 năm 1940                                                                                 |
| HMS Express (H61)             | 24 tháng 3 năm 1933 | 29 tháng 5 năm 1934  | 2 tháng 11 năm 1934  | Chuyển cho Hải quân Hoàng gia Canada năm 1943 dưới tên Gatineau; bán để tháo dỡ, 1955                                                    |
| HMS Exmouth (H02) (soái hạm)  | 15 tháng 5 năm 1933 | 7 tháng 2 năm 1934   | 9 tháng 11 năm 1934  | Bị tàu ngầm Đức U-22 đánh chìm tại Moray Firth, 21 tháng 1 năm 1940                                                                      |
| Lớp F                         |                     |                      |                      | |
| HMS Fame (H78)                | 5 tháng 7 năm 1933  | 28 tháng 6 năm 1934  | 26 tháng 4 năm 1935  | Chuyển cho Hải quân Dominica năm 1949 dưới tên Generalisimo; đổi tên thành Sanchez, 1962; bị tháo dỡ, 1968                               |
| HMS Fearless (H67)            | 17 tháng 3 năm 1933 | 12 tháng 5 năm 1934  | 22 tháng 12 năm 1934 | Trúng ngư lôi của máy bay Ý tại Địa Trung Hải, 12 tháng 7 năm 1941; đánh đắm, 23 tháng 7 năm 1941                                        |
| HMS Firedrake (H79)           | 5 tháng 7 năm 1933  | 28 tháng 6 năm 1934  | 30 tháng 5 năm 1935  | Bị tàu ngầm Đức U-211 đánh chìm, 16 tháng 12 năm 1942                                                                                    |
| HMS Foresight (H68)           | 21 tháng 7 năm 1933 | 29 tháng 6 năm 1934  | 15 tháng 5 năm 1935  | Trúng ngư lôi của máy bay Ý, 12 tháng 8 năm 1942; đánh đắm cùng ngày                                                                     |
| HMS Forester (H74)            | 15 tháng 5 năm 1933 | 28 tháng 6 năm 1934  | 29 tháng 3 năm 1935  | Bán để tháo dỡ, 22 tháng 1]] năm 1946 |
| HMS Fortune (H70)             | 25 tháng 7 năm 1933 | 29 tháng 8 năm 1934  | 27 tháng 4 năm 1935  | Chuyển cho Hải quân Hoàng gia Canada năm 1943 dưới tên Saskatchewan; ngừng hoạt động 26 tháng 1 năm 1946                                 |
| HMS Foxhound (H69)            | 21 tháng 8 năm 1933 | 12 tháng 10 năm 1934 | 6 tháng 6 năm 1935   | Chuyển cho Hải quân Hoàng gia Canada năm 1944 dưới tên Qu'Appelle; ngừng hoạt động 27 tháng 5 năm 1946                                   |
| HMS Fury (H76)                | 19 tháng 5 năm 1933 | 10 tháng 9 năm 1934  | 18 tháng 5 năm 1935  | Trúng mìn ngoài khơi Normandy, 21 tháng 6 năm 1944; tháo dỡ do hư hại không thể sửa chữa, 18 tháng 9 năm 1944                            |
| HMS Faulknor (H62) (soái hạm) | 31 tháng 7 năm 1933 | 12 tháng 6 năm 1934  | 24 tháng 5 năm 1935  | Bán để tháo dỡ, 22 tháng 1 năm 1946 |